# 10 Downing Street

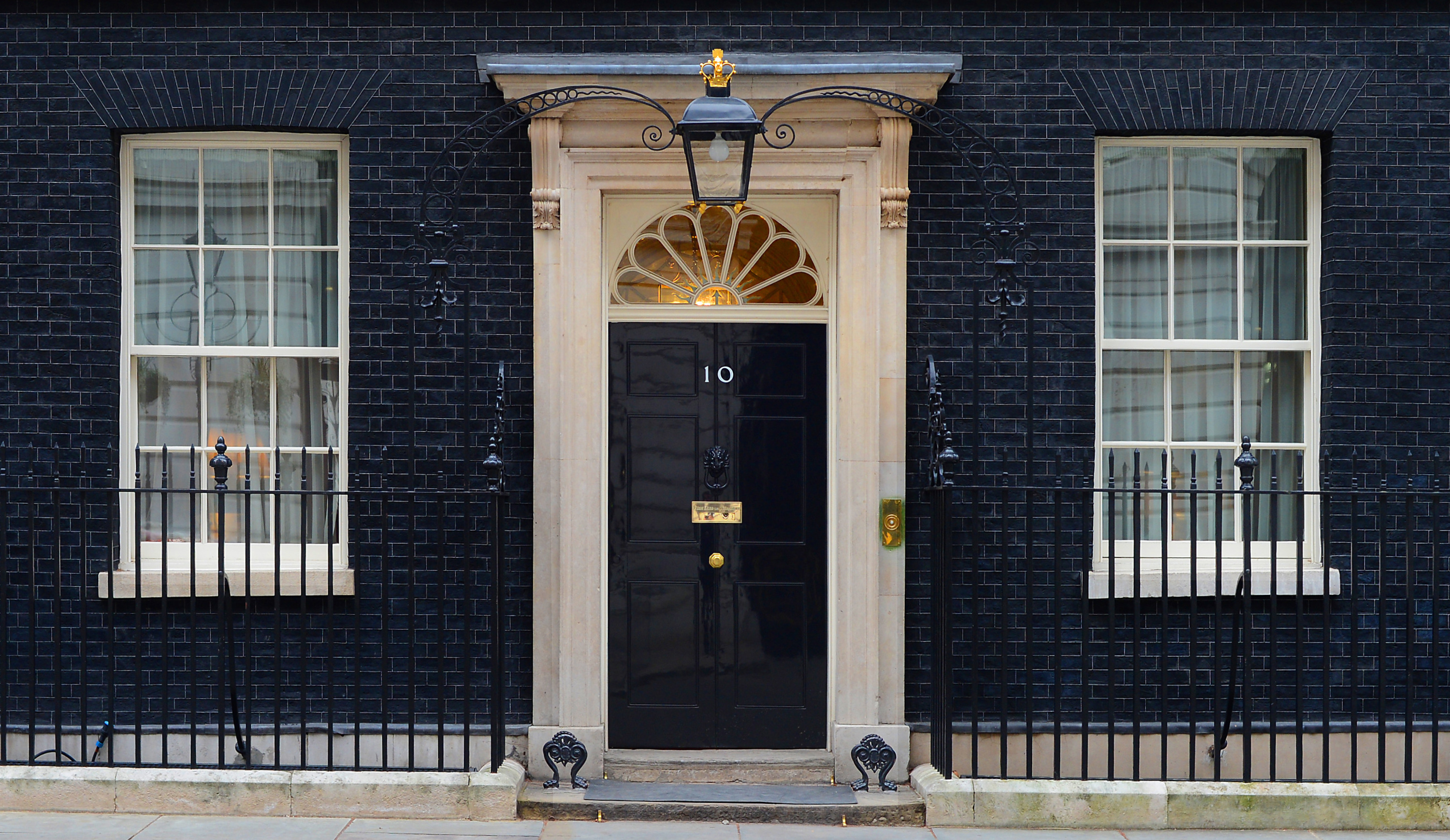
Główne drzwi

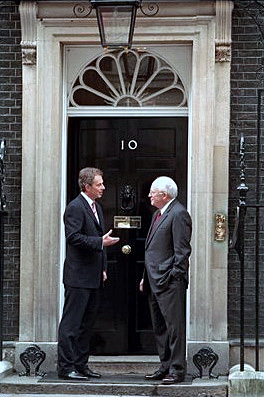
Były premier Wielkiej Brytanii Tony Blair oraz wiceprezydent Stanów Zjednoczonych Dick Cheney stojący przed wejściem do 10 Downing Street

10 Downing Street – rezydencja i biuro premiera Wielkiej Brytanii oraz siedziba Rządu Jego Królewskiej Mości (ang. His Majesty’s Government). Budynek znajduje się na Downing Street w City of Westminster w Londynie, w pobliżu Pałacu Westminsterskiego (miejscu obrad Parlamentu) oraz Pałacu Buckingham, rezydencji Króla Wielkiej Brytanii. Oficjalnie jest siedzibą Pierwszego Lorda Skarbu, który to tytuł po 1905 roku połączony został z funkcją szefa brytyjskiego rządu.
Numer Dziesięć, jak często bywa nazywany, to zapewne najbardziej znany adres w Londynie i jeden z najłatwiej rozpoznawalnych budynków na świecie. Pierwotnie składał się z trzech budowli: tzw. domu na tyłach, samego Numeru 10 oraz niewielkiego budynku obok. „Dom na tyłach” był pałacykiem wzniesionym około roku 1530; Numer 10 to nieco nowsza kamienica z roku 1685, wielokrotnie przebudowywana.
W roku 1732 król Jerzy II Hanowerski podarował 10 Downing Street oraz „dom na tyłach” Robertowi Walpole'owi (często nazywanemu pierwszym premierem) w dowód uznania za jego służbę dla państwa. Walpole przyjął podarek, ale pod warunkiem, że będzie to dar dla urzędu Pierwszego Lorda Skarbu, a nie dla niego samego. Król wyraził zgodę i od tego czasu lokatorem i „właścicielem” posesji zostawał każdy następny Pierwszy Lord Skarbu. W roku 1732 Walpole zlecił architektowi Williamowi Kentowi połączenie budynków w jedną całość. W ten sposób powstał potężny gmach, który znamy jako 10 Downing Street.
Hojny na pierwszy rzut oka dar w praktyce nie okazał się tak wspaniały. Mimo swych sporych rozmiarów i świetnej lokalizacji, Numer 10 nie był z początku atrakcyjnym miejscem zamieszkania. Przede wszystkim był zbudowany na grząskim, niestabilnym gruncie. Po drugie Walpole stworzył wprawdzie precedens, ale stanowisko premiera (prime minister) aż do początków XIX wieku nie było wpisane na stałe w skład królewskiego rządu. Co więcej, do początków wieku XX nie było łączone w jedno z godnością Pierwszego Lorda Skarbu. W konsekwencji niektórzy premierzy Wielkiej Brytanii mieszkali tu, większość jednak nie. Drogi w utrzymaniu, zaniedbany, walący się budynek kilkakroć był bliski wyburzenia.
W końcu jednak Numer 10 przetrwał i zaczął być kojarzony z wieloma wybitnymi politykami i ważnymi wydarzeniami czasów najnowszych. Brytyjczycy zaczęli doceniać jego historyczną wartość. Jak powiedziała w roku 1985 premier Margaret Thatcher, Numer 10 stał się jednym z najcenniejszych klejnotów dziedzictwa narodowego.

## Dzieje budowli

### „Dom na tyłach”
"Dom na tyłach” został wzniesiony około roku 1530 obok pałacu Whitehall, w tamtych czasach głównej siedziby monarchów angielskich. Był jednym z kilku budynków tworzących tzw. „Cockpit Lodgings” (nazwa wzięła się stąd, że przylegały do areny walk kogutów, budowli o niespotykanym, ośmiokątnym kształcie, w XVII wieku przekształconej w salę koncertową, co nie przeszkodziło jej zachować zwyczajową nazwę „Cockpit”).
W czasach Tudorów „dom na tyłach” był miejscem zamieszkania zarządcy pałacu Whitehall Palace, odpowiedzialnego za utrzymanie wszystkich budynków, w tym także Cockpitu. Przez wiele lat mieszkał tu Thomas Knevett (lub Knyvet), znany ze schwytania w roku 1605 Guya Fawkesa i udaremnienia tym samym zamachu na króla Jakuba I. Na rok przed zamachem Knevett wyprowadził się z domu na tyłach i zajął sąsiedni budynek, stojący tam, gdzie dzisiejszy Numer 10.
Wielu członków rodziny królewskiej i przedstawicieli rządu zamieszkiwało w „domu na tyłach”. W roku 1604 przebywał tu krótko 4-letni syn Jakuba I, królewicz Karol, przyszły król Karol I. Gdy posesję powiększono o korty tenisowe, gdzie Henryk VIII oddawał się swej ulubionej grze, a jednocześnie dobudowano kuchnie i pomieszczenia dla służby pałacowej, wprowadziła się tu 8-letnia księżniczka Elżbieta, która mieszkała w tym miejscu do roku 1613 kiedy poślubiła Elektora Palatynatu i wyprowadziła się do Hanoweru. Była prababką Jerzego, Elektora Hanoweru, który w roku 1714 został królem Anglii i praprababką króla Jerzego II, który podarował dom Walpole'owi w 1732 roku. W ten oto sposób „dom na tyłach” stał się symbolicznym łącznikiem dwóch dynastii brytyjskich – Stuartów i Hanowerskiej.
Oliver Cromwell mieszkał w tym miejscu w latach 1650-1654; wdowa po nim przez rok, w 1659. George Monck, 1. diuk Albemarle, generał, który przyczynił się do odtworzenia brytyjskiej monarchii, wprowadził się tu w roku 1660 i mieszkał do śmierci w 1671. Albemarle był pierwszym przewodniczącym Komisji Skarbu (1667–1672), instytucji, które była podstawą powołania do życia instytucji Pierwszego Lorda Skarbu. Jego sekretarzem był baronet George Downing. Albemarle był pierwszą osobą powiązaną ze skarbem królestwa, która mieszkała w miejscu, gdzie w przyszłości mieli osiąść na stałe Pierwsi Lordowie Skarbu i premierzy Wielkiej Brytanii.
Po śmierci Albemarle'a książę orański, późniejszy król Wilhelm III, przypuszczalnie mieszkał w „domu na tyłach” krótko, gdy odwiedzał swego wuja, Karola II. Wiosną roku 1671 posesję przejął George Villiers, 2. książę Buckingham i przebudował ją na koszt rządu.
Po wycofaniu się Buckinghama z życia publicznego w roku 1676, lady Charlotte Fitzroy – nieślubna córka Karola II – wprowadziła się tu po wyjściu za mąż za Wielkiego Koniuszego, earla Lichfield. W czasie przygotowań do ślubu na koszt Korony rezydencję przebudowano powtórnie. Tym razem rozbudowano ogrody, powiększono do trzech liczbę pięter, nie licząc poddasza i piwnic. Rezultat – zwany wówczas „Litchfield House” – można do dziś podziwiać w tylnej części Numeru 10.
Nie wiadomo dokładnie dlaczego dokonano tak daleko idącej przebudowy. W grę wchodzi wprawdzie pożar, ale bardziej prawdopodobne jest osiadanie budynku w grząskim gruncie, co wymagałoby głębokiego palowania fundamentów dla zapobieżenia pękaniu ścian. Tereny wokół Westminster były kiedyś bagnem, więc wszystkie budynki powinny być wsparte na palach. W omawianym okresie nie uczyniono tego i budynki nadal grzęzły, co naprawiono dopiero w roku 1960, kiedy to dzisiejsza budowla 10 Downing Street została osadzona na palach o właściwej wytrzymałości.
Lady Litchfield i jej rodzina udali się na wygnanie z królem Jakubem II po zwycięstwie chwalebnej rewolucji. W roku 1690, nowa para monarsza, król Wilhelm III i królowa Maria, podarowali „Litchfield House” Henrykowi de Nassau van Nassau-Ouwerkerk, holenderskiemu generałowi i królewskiemu kuzynowi, który przyczynił się do przejęcia tronu przez księcia orańskiego. Mianowany Wielkim Koniuszym Nassau, zwany przez Anglików „Lordem Overkirkiem”, mieszkał w domu, nazywanym wówczas „Overkirk House”, do śmierci w roku 1708.
Overkirk House wrócił do Korony Brytyjskiej po śmierci wdowy, w roku 1720, po czym rząd dokonał kolejnych napraw za ogromną na owe czasy sumę 2522 funtów. Napraw tych dokonał hr. Johann Caspar von Bothmar, doradca królów Jerzego I i II, po czym mieszkał w tym miejscu do śmierci w 1732 roku.

### Dom Pierwszych Lordów
Po śmierci hrabiego Bothmara i przejęciu rezydencji przez Walpole’a, który zdawał sobie sprawę z tego, że budynki są wprawdzie w złym stanie, ale królewskiego daru nie należy odrzucać, wszystko przeszło na własność urzędu Pierwszego Lorda Skarbu. Wkrótce rezydencja powiększyła się o sąsiednią posesję ze stajniami na zapleczu.
W trakcie przebudowy dokonanej przez Williama Kenta na wolnej przestrzeni powstała dwupoziomowa budowla łącznikowa, składająca się z jednego dużego pomieszczenia na parterze i kilku mniejszych na piętrze. Pozostała przestrzeń przybrała postać dziedzińca. Następnie architekt połączył ze sobą oba budynki stojące przy Downing Street korytarzem, który dziś nosi nazwę Treasury Passage.
Po połączeniu budynków, Kent przystąpił do demolowania ich wnętrz: burzył ściany, zrywał podłogi, rozbierał schody, demontował kominki. Rzemieślnicy wznieśli pośrodku główniej części Numeru Dziesiątego eleganckie, potrójne kamienne schody prowadzące od wejścia na pierwsze piętro. Schody te miały metalową barierę zwieńczoną machonikowymi poręczami. Przetrwały w tym miejscu ponad 200 lat. Na ścianach wisiały portrety wszystkich premierów. Podczas generalnej przebudowy w roku 1960, schody Kenta przeniesiono w głąb budynku, a w ich miejsce zainstalowano nowe. Portrety premierów zostały na swoim miejscu.
Przebudowa zajęła dwa lata. 23 września 1735 roku gazeta „London Daily Post” doniosła, że Walpole z rodziną wprowadził się do domu pod adresem 10 Downing Street. Nowy, choć tymczasowy, dom Walpole’ów miał 60 pokoi o dębowych lub marmurowych podłogach i stiukowych sufitach, zdobnych marmurowymi kolumnami i parapetami.
Największym pomieszczeniem, o wymiarach 14 na 7 m, był gabinet Walpole’a. „Gabinet mojego pana” (jak podpisał Kent jeden ze swych szkiców) stał się później pokojem narad, gdzie premierzy spotykali się ze swoimi ministrami. Do dzisiejszego dnia nad kominkiem, za plecami premierowskiego fotela wisi portret Walpole’a i jest to jedyny obraz w tym pomieszczeniu.

### Czasy rozbudowy i napraw

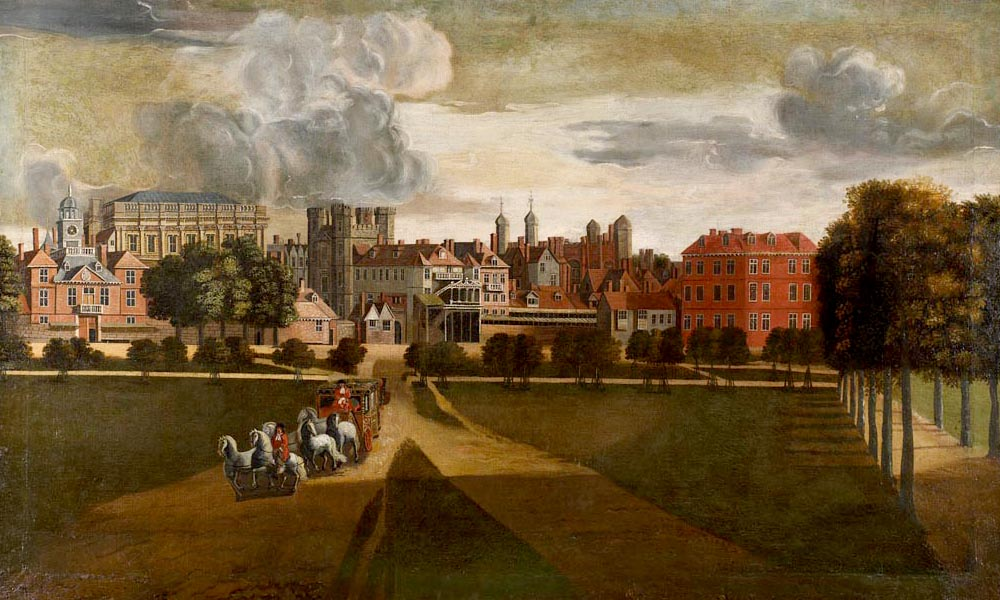
Pałac Whitehall, mal. Hendrick Danckerts. Obraz przedstawia króla Karola II podczas przejażdżki w St James’s Park. „Dom na tyłach” widać po prawej; ośmiokątny budynek obok to Cockpit

William Pitt Młodszy mieszkał na 10 Downing Street przez dziewiętnaście lat, dłużej niż jakikolwiek premier przed nim i po nim. W jednym z listów do matki określił Numer Dziesiąty jako „wielki, niezgrabny dom” (ang. vast, awkward house).
W XVIII i XIX wieku 10 Downing Street był generalnie postrzegany jako mały, nieciekawy, przeciętny budynek, poniżej standardów, do jakich przywykli rządzący. Gdy William Pitt wprowadzał się tu, fasada budynku wyglądała tak samo jak dziś, dzięki pracom renowatorskim przeprowadzonych pod koniec lat sześćdziesiątych. W tym czasie premierem był ojciec Pitta, ale Numer Dziesiąty zajmował Charles Townsend, kanclerz skarbu państwa. Przed wprowadzeniem się Townsend argumentował, że budynek znajduje się w fatalnym stanie i potrzebuje natychmiastowego remontu. Na jego zlecenie przeprowadzone zostały przez architektów oględziny, w wyniku których niemal natychmiast rozpoczęły się prace remontowe. Wtedy właśnie powstała nowa fasada ukończona w roku 1772.
Nie minęło nawet 17 lat od prac rozpoczętych na zlecenie Townsenda, gdy okazało się, że potrzebny jest kolejny, kosztowny remont. W sierpniu 1783 roku ówczesny lokator Numeru Dziesiątego – diuk Portland – wyprowadził się z domu na czas trwania napraw.

### Lata Disraeliego
W związku z koniecznością przeprowadzania ciągłych remontów i nikłą atrakcyjnością miejsca, wielu premierów XIX-wiecznej Anglii, jak np. książę Wellington, wolało swoje własne, obszerniejsze i bardziej wystawne londyńskie rezydencje. Pomiędzy rokiem 1742 a 1780 tylko dwóch premierów (Grenville i North) mieszkało w budynku 10 Downing Street. Po 1834 kolejni premierzy unikali mieszkania tu, aż dopiero Benjamin Disraeli wprowadził się w roku 1877. Przez 30 lat – od 1847 do 1877 część mieszkalna była opuszczona.
Disraeli był tym, kto ponownie połączył siedzibę na 10 Downing Street z godnością Pierwszego Lorda Skarbu. Po objęciu teki premiera on również nie miał ochoty przeprowadzić się na Downing Street, jednakże w dwa lata później, podczas kryzysu bliskowschodniego, Disraeli, chory na podagrę 72-latek, dla którego odbycie spaceru z Whitehall Gardens na Downing Street dla odbycia narady gabinetowej było ponad siły, podjął decyzję o zamieszkaniu na miejscu. Stało się to w listopadzie 1877, a przeprowadzkę poprzedził kosztowny (choć niewielki) remont i spór o to, kto ma zapłacić za umeblowanie domu.
Spór trwał długo, ale w końcu Disraeli wygrał, przynajmniej częściowo. Skarb państwa zgodził się pokryć koszty mebli i innego wyposażenia części oficjalnej, jakkolwiek za wyposażenie części mieszkalnej miał płacić użytkownik. Miał on też pokrywać koszty uszkodzeń i zniszczeń przezeń spowodowanych, w którym to celu Skarb nakazał przeprowadzanie inwentaryzacji w chwili wprowadzenia się każdego nowego premiera. Wymiana not na ten temat trwała do roku 1897 i zakończyła się po myśli lokatorów Numeru Dziesiątego. Od tamtych bowiem czasów państwo jest odpowiedzialne za zakup i naprawy wszystkich mebli, zarówno w części oficjalnej jak i mieszkalnej, a premierzy i ich rodziny wprowadzają się tylko z osobistym majątkiem ruchomym.
Następca Disraeliego, William Ewart Gladstone, który był kanclerzem skarbu państwa i premierem jednocześnie, zajął na rezydencję swoją i swej licznej rodziny nie tylko Numer Dziesiąty, ale sąsiednie 11 i 12 Downing Street.
Lord Salisbury, premier w pierwszych latach XX wieku, był ostatnim premierem brytyjskim, który nie był jednocześnie Pierwszym Lordem Skarbu.

### Drogocenny klejnot
Do początku XX wieku ministrowie Korony Brytyjskiej pobierali tylko symboliczne uposażenie utrzymując się z własnych – niemałych najczęściej zasobów. Budynki 10 i 11 Downing Street były domami mieszkalnymi, gdzie mieszkali premierzy z rodzinami i służbą. Jednak gdy na początku lat dwudziestych premierem został po raz pierwszy laburzysta Ramsay MacDonald, nie posiadający majątku jak jego „wielcy” poprzednicy, okazało się, że otacza go tłum służby, której nie tylko nie jest w stanie płacić, ale która – w większości – zarabia więcej od niego.
W latach czterdziestych ogólne zmiany ekonomiczne i socjalne wymusiły w sposób naturalny zmiany w użytkowaniu siedziby premierów. Numer Dziesiąty przestał być wielką rezydencją obsługiwaną przez liczną służbę, a stał się – wraz z dawną częścią mieszkalną – urzędem, a mieszkanie premiera i jego prywatne biuro zostały przeniesione do dawnych pomieszczeń dla służby na poddaszu. Ciasnota tych pomieszczeń i ich lokalizacja nad biurami spowodowała, że niektórzy premierzy woleli mieszkać gdzie indziej. Harold Wilson podczas swej drugiej kadencji w latach 1974-76 mieszkał w swoim prywatnym domu przy Lord North Street, ale na potrzeby mediów udawał, że mieszka pod Numerem Dziesiątym. Inny premier mieszkał w latach pięćdziesiątych w gmachu Admiralicji, gdy Numer Dziesiąty przechodził kolejny remont, a jeszcze inny w latach dziewięćdziesiątych po granatnikowym ostrzale 10 Downing Street przez IRA.
Po wyborach w roku 1997, gdy do władzy doszła Partia Pracy, doszło do podziału przestrzeni życiowej przez jej przywódców. Tony Blair był żonaty i miał trójkę dzieci, podczas gdy jego partner koalicyjny, Gordon Brown, był jeszcze kawalerem. W związku z tym, mimo że Numer Dziesiąty jest oficjalną rezydencją premiera, Blair i jego rodzina zamieszkali w obszerniejszym Numerze Jedenastym, podczas gdy Brown zajął ciaśniejszy apartament Numeru Dziesiątego. Gdy Brown ożenił się, a Blairom przybyło czwarte dziecko, Brown przeprowadził się do własnego mieszkania w pobliżu, a Blair z rodziną zajął wszystkie oficjalne pomieszczenia mieszkalne 10 i 11 Downing Street.
W latach pięćdziesiątych XX wieku stało się jasne, że Numer Dziesiąty jest bliski runięcia. Specjalna komisja stwierdziła np., że kolumny podtrzymujące strop w gabinecie premiera składają się głównie z nakładanych przez 200 lat warstw farby, bo drewno wewnątrz rozsypało się ze starości w proch. Najpierw rozważano wyburzenie całej ulicy, ale w końcu zdecydowano (jak to było w przypadku Białego Domu kilka lat wcześniej), zostawić nietknięta fasadę, podczas gdy wnętrze kompleksu zostanie wyburzone do fundamentów, a w to miejsce powstanie ze stali i betonu kopia wcześniejszej budowli. Te prace trwały do połowy lat osiemdziesiątych. Od tej pory „drogocenny klejnot” Korony Brytyjskiej funkcjonuje od nowa.

## Mieszkańcy 10 Downing Street i „domu na tyłach”
Premierzy wyróżnieni są pogrubioną czcionką.
| „Dom na tyłach”: przed 1733 |                                                                                     |           |
| Oliver Cromwell | Lord protektor                                                                      | 1650-1654 |
| George Monck, książę Albemarle | Pierwszy Komisarz Skarbu                                                            | 1660-1670 |
| Wilhelm, książę orański (przyszły król Wilhelm III Orański) | *                                                                                   | 1670-1671 |
| George Villiers, książę Buckingham | minister                                                                            | 1671-1676 |
| hrabia Lichfield | Wielki Koniuszy                                                                     | 1677-1688 |
| Henryh Nassau, Lord Overkirk (poprzednio Auverquerque) | Wielki Koniuszy                                                                     | 1690-1708 |
| Frances Nassau, Lady Overkirk | *                                                                                   | 1708-1720 |
| Johann Caspar von Bothmar, hr. Bothmar | Wysłannik z Hanoweru; doradca Jerzego I i Jerzego II                                | 1720-1732 |
| 10 Downing Street: przed 1733 |                                                                                     |           |
| Elizabeth Paston, hr. Yarmouth | *                                                                                   | 1688-1692 |
| George Granville, 1. baron Lansdowne | *                                                                                   | 1692-1696 |
| Henryk Nassau d'Auverquerque, hr. Grantham | *                                                                                   | 1699-1703 |
| 10 Downing Street, wraz z „domem na tyłach”: po 1735 |                                                                                     |           |
| Pomiędzy 1733 i 1735 architekt William Kent, na zlecenie Roberta Walpole’a, połączył Litchfield House i dom przy Downing Street w jeden budynek znany odtąd jako Numer Dziesiąty Downing Street, oficjalna rezydencja Pierwszych Lordów Skarbu                                        |                                                                                     |           |
| Robert Walpole | Pierwszy Lord Skarbu, kanclerz skarbu państwa                                       | 1735-1742 |
| Samuel Sandys | kanclerz skarbu państwa                                                             | 1742-1743 |
| Lord Sandys | *                                                                                   | 1743-1744 |
| Henry Pelham-Clinton, książę Newcastle-under-Lyne | *                                                                                   | 1745-1753 |
| Lewis Watson | *                                                                                   | 1753-1754 |
| Henry Bilson-Legge | kanclerz skarbu państwa                                                             | 1754-1761 |
| Thomas Pelham-Holles | *                                                                                   | 1762      |
| Francis Dashwood | kanclerz skarbu państwa                                                             | 1762-1763 |
| George Grenville | Pierwszy Lord Skarbu i kanclerz skarbu państwa                                      | 1763-1765 |
| William Dowdeswell | kanclerz skarbu państwa                                                             | 1765-1766 |
| Od roku 1766 przechodził poważne roboty remontowe |                                                                                     |           |
| Charles Townsend | kanclerz skarbu państwa                                                             | 1766-1767 |
| Lord North | kanclerz skarbu państwa                                                             | 1767-1770 |
| Lord North | Pierwszy Lord Skarbu, kanclerz skarbu państwa                                       | 1770-1782 |
| John Cavendish (wątpliwe) | kanclerz skarbu państwa                                                             | 1782      |
| William Pitt Młodszy | kanclerz skarbu państwa                                                             | 1782-1783 |
| Książę Portland | Pierwszy Lord Skarbu                                                                | 1783      |
| Od roku 1783 10 Downing Street ponownie przechodził szereg napraw |                                                                                     |           |
| William Pitt Młodszy | Pierwszy Lord Skarbu, kanclerz skarbu państwa                                       | 1783-1801 |
| Henry Addington | Pierwszy Lord Skarbu, kanclerz skarbu państwa                                       | 1801-1804 |
| William Pitt Młodszy | Pierwszy Lord Skarbu, kanclerz skarbu państwa                                       | 1804-1806 |
| William Pitt mieszkał pod 10 Downing Street łącznie przez 20 lat, dłużej niż jakikolwiek premier przed nim i po nim |                                                                                     |           |
| William Wyndham Grenville | Pierwszy Lord Skarbu                                                                | 1806-1807 |
| William Cavendish-Bentinck | Pierwszy Lord Skarbu                                                                | 1807      |
| Spencer Percival | kanclerz skarbu państwa                                                             | 1807-1809 |
| Spencer Percival | Pierwszy Lord Skarbu, kanclerz skarbu państwa                                       | 1809-1812 |
| Charles Arbuthnot | *                                                                                   | 1810      |
| Nicholas Vansittart | kanclerz skarbu państwa                                                             | 1812-1823 |
| Frederick John Robinson | kanclerz skarbu państwa                                                             | 1823-1827 |
| George Canning | Pierwszy Lord Skarbu, kanclerz skarbu państwa                                       | 1827-1828 |
| Frederick John Robinson | Pierwszy Lord Skarbu                                                                | 1827-1828 |
| książę Wellington | Pierwszy Lord Skarbu                                                                | 1828-1830 |
| Przez pierwsze 7 miesięcy swego premierostwa Wellington odrzucał możliwość zamieszkania pod 10 Downing Street, ponieważ dom był dla niego za mały. W końcu wprowadził się, bowiem jego dom, Apsley House, wymagał poważnego remontu. wrócił do Apsley House po osiemnastu miesiącach. |                                                                                     |           |
| Henry Bathurst | lord przewodniczący Rady Koronnej                                                   | 1830      |
| Charles Grey | Pierwszy Lord Skarbu                                                                | 1830-1834 |
| Thomas Freemantle | Sekretarz Roberta Peela                                                             | 1835      |
| Część mieszkalna 10 Downing Street była niezamieszkana w latach 1835-1838 w okresie rządów Melbourne’a |                                                                                     |           |
| William Cowper-Temple i G. E. Anson | Młodszy Lord Skarbu(?)                                                              | 1838      |
| G. E. Anson | Młodszy Lord Skarbu                                                                 | 1839-1840 |
| Edward Drummond | *                                                                                   | 1842      |
| Edward Drummond i W. H. Stephenson | *                                                                                   | 1843      |
| W. H. Stephenson i George Arbuthnot | *                                                                                   | 1844-1846 |
| George Keppel, Charles Grey i R.W. Grey | *                                                                                   | 1847      |
| Mieszkalna część 10 Downing Street była niezamieszkana przez następne 30 lat |                                                                                     |           |
| W roku 1877 Disraeli nakazał przeprowadzenie generalnego remontu 10 Downing Street, by móc tam zamieszkać. Gladstone w okresie 1880-1885 nakazał przeprowadzenie dalszych napraw |                                                                                     |           |
| Benjamin Disraeli | Pierwszy Lord Skarbu                                                                | 1877-1880 |
| William Ewart Gladstone | Pierwszy Lord Skarbu, kanclerz skarbu państwa                                       | 1880-1885 |
| Stafford Northcote | Pierwszy Lord Skarbu                                                                | 1885-1886 |
| William Ewart Gladstone | Pierwszy Lord Skarbu                                                                | 1886      |
| Lord Salisbury | Pierwszy Lord Skarbu                                                                | 1886-1887 |
| Salisbury mieszkał we własnym domu przy 20 Arlington Street w latach 1887-1892 i 1895-1902 |                                                                                     |           |
| William Henry Smith | Pierwszy Lord Skarbu                                                                | 1887-1891 |
| Arthur Balfour | Pierwszy Lord Skarbu                                                                | 1891-1892 |
| William Ewart Gladstone | Pierwszy Lord Skarbu, Lord Prywatnej Pieczęci                                       | 1892-1894 |
| Archibald Primrose | Pierwszy Lord Skarbu, lord przewodniczący Rady Koronnej                             | 1894-1895 |
| Arthur Balfour | Pierwszy Lord Skarbu, Przewodniczący Izby Gmin                                      | 1895-1902 |
| Od roku 1902, każdy kolejny premier oficjalnie mieszkał pod 10 Downing Street, jakkolwiek kilku mieszkało gdzie indziej |                                                                                     |           |
| Arthur Balfour | Pierwszy Lord Skarbu                                                                | 1902-1905 |
| sir Henry Campbell-Bannerman | Pierwszy Lord Skarbu                                                                | 1905–1907 |
| Herbert Henry Asquith | Pierwszy Lord Skarbu (minister wojny od stycznia do sierpnia 1914)                  | 1907-1916 |
| David Lloyd George | Pierwszy Lord Skarbu                                                                | 1916-1922 |
| Andrew Bonar Law | Pierwszy Lord Skarbu                                                                | 1922–1923 |
| Stanley Baldwin | Pierwszy Lord Skarbu (i kanclerz skarbu państwa w okresie od maja do sierpnia 1923) | 1923–1924 |
| James Ramsay MacDonald | Pierwszy Lord Skarbu i minister spraw zagranicznych                                 | 1924      |
| Stanley Baldwin | Pierwszy Lord Skarbu                                                                | 1924-1929 |
| James Ramsay MacDonald | Pierwszy Lord Skarbu                                                                | 1929-1935 |
| Stanley Baldwin | Pierwszy Lord Skarbu                                                                | 1935-1937 |
| Neville Chamberlain | Pierwszy Lord Skarbu                                                                | 1937-1940 |
| Winston Churchill | Pierwszy Lord Skarbu, Minister of Defence                                           | 1940–1945 |
| Dla bezpieczeństwa Churchill mieszkał w schronie połączonym z Numerem Dziesiątym w czasie II wojny światowej |                                                                                     |           |
| Clement Attlee | Pierwszy Lord Skarbu                                                                | 1945-1951 |
| sir Winston Churchill | Pierwszy Lord Skarbu                                                                | 1951-1955 |
| sir Anthony Eden | Pierwszy Lord Skarbu                                                                | 1955-1956 |
| Harold Macmillan | Pierwszy Lord Skarbu                                                                | 1957-1960 |
| Macmillan mieszkał w gmachu Admiralicji w latach 1960-1964, gdy Numer Dziesiąty przechodził rekonstrukcję |                                                                                     |           |
| sir Alec Douglas-Home | Pierwszy Lord Skarbu                                                                | 1964      |
| Harold Wilson | Pierwszy Lord Skarbu                                                                | 1964-1970 |
| Edward Heath | Pierwszy Lord Skarbu                                                                | 1970-1974 |
| Harold Wilson | Pierwszy Lord Skarbu                                                                | 1974-1976 |
| W czasie swej drugiej kadencji Wilson udawał przed opinią publiczną, że mieszka pod 10 Downing Street, chociaż w rzeczywistości mieszkał pod adresem 5 Lord North Street w Westminsterze.                                                                                             |                                                                                     |           |
| James Callaghan | Pierwszy Lord Skarbu                                                                | 1976-1979 |
| Margaret Thatcher | Pierwszy Lord Skarbu                                                                | 1979-1990 |
| John Major | Pierwszy Lord Skarbu                                                                | 1990-1997 |
| W 1991 bojówka IRA zaatakowała 10 Downing Street pociskiem granatnika, który trafił w okno, przeleciał przez budynek i wybuchł na dziedzińcu na tyłach. Major opuścił siedzibę na czas remontu                                                                                        |                                                                                     |           |
| Tony Blair | Pierwszy Lord Skarbu, minister służby publicznej                                    | 1997-2007 |
| Gordon Brown | Pierwszy Lord Skarbu, minister służby publicznej                                    | 2007-2010 |
| David Cameron | Pierwszy Lord Skarbu, minister służby publicznej                                    | 2010-2016 |
| Theresa May | Pierwszy Lord Skarbu, minister służby publicznej                                    | 2016-2019 |
| Boris Johnson | Pierwszy Lord Skarbu, minister służby publicznej                                    | 2019-2022 |